# Kasztelania dobrzyńska
Kasztelania dobrzyńska – kasztelania mieszcząca się niegdyś w województwie inowrocławskim, z siedzibą (kasztelem) w Dobrzyniu.

## Kasztelanowiedobrzyńscy
| Monarcha | Wojewoda | #  | Kasztelan                                                                                                 | Herb | Lata sprawowania urzędu                                    | Lata życia                     |
| --- | --- | -- | --- | ---- | ---------------------------------------------------------- | ------------------------------ |
| Kazimierz I kujawski | Bogusza | 1  | Bogusza z Lubania Bogusza z Mazowsza                                                                      |      | do 10 marca 1252                                           |                                |
| Kazimierz I kujawski | Bogusza | 2  | Niewrzyd                                                                                                  |      | do 16 września 1257                                        |                                |
| Siemowit dobrzyński/ Przemysł inowrocławski/ Siemowit dobrzyński/ Władysław Garbaty/ Bolesław dobrzyński                           | Bronisz Pomian/ Jan Bezdziadowic z Kołudy | 3  | Włost |      | przed 15 września 1300 – 27 stycznia 1316/14 września 1323 | zm. 14 września 1323           |
| Władysław Garbaty/ Bolesław dobrzyński/ Władysław I Łokietek/ Zarząd Zakonu Krzyżackiego                                           | Jan Bezdziadowic z Kołudy/ Jan z Płonkowa | 4  | Jan Sowiec ze Szczawina Jan Sowiec ze Brochowa                                                            |      | 1323 (?) – 12 marca 1329                                   |                                |
| Władysław Garbaty/ Kazimierz III Wielki                                                                                            | Mościc ze Ściborza | 5  | Piotr Ogon z Radzikowa Piotr Ogon z Radzikowa, Woli                                                       |      | 24 lutego 1350 – 29 lutego 1364                            |                                |
| Kazimierz III Wielki/ Kazimierz IV słupski/ Małgorzata mazowiecka/ Władysław Opolczyk/ Jadwiga Andegaweńska/ Władysław II Jagiełło | Mościc ze Ściborza/ Włodek z Danaborza/ Maciej Maczuda z Małego Lubstowa | 6  | Andrzej Ogon z Radzikowa Andrzej Ogon z Radzikowa, Woli, Kutna, Umienia                                   |      | 26 grudnia 1367 – 1 stycznia 1398/1400                     | zm. ok. na początku 1400       |
| Jadwiga Andegaweńska/ Władysław II Jagiełło                                                                                        | Maciej Maczuda z Małego Lubstowa | 7  | Mściszek z Chełmicy Wielkiej                                                                              |      | do 13 maja 1399                                            |                                |
| Władysław II Jagiełło | Maciej Maczuda z Małego Lubstowa | 8  | Janusz z Kościelca Janusz, Jan z Kościelca, Kutna, Radzikowa, Skąpego                                     |      | 19 października 1400 – przed 2 sierpnia 1406               | zm. 15 kwietnia 1426           |
| Władysław II Jagiełło | Maciej Maczuda z Małego Lubstowa/ Maciej z Łabiszyna/ Janusz z Kościelca | 9  | Piotr Karwacin z Włoszczowy Piotr, Pietrasz Karwacin z Włoszczowy, Radomina                               |      | 2 sierpnia 1406 – 30 maja 1414                             |                                |
| Władysław II Jagiełło | Janusz z Kościelca | 10 | NN. |      | 24 listopada 1414 – 26 listopada 1414                      |                                |
| Władysław II Jagiełło | Janusz z Kościelca/ Jarand z Grabi i Brudzewa | 11 | Adam Świnka z Zielonej Adam Świnka z Zielonej, Strzyg, Mgowa                                              |      | 7 maja 1416 – 16 czerwca 1427                              | zm. zima 1433/1434             |
| Władysław II Jagiełło | Jarand z Grabi i Brudzewa | 12 | Jan z Kretkowa (Kretków Wielkich) Jan z Kretkowa (Kretków Wielkich), Rusinowa                             |      | 4 października 1429 – 15 kwietnia 1433                     | 1362 – 1433/1434               |
| Władysław II Jagiełło/ Władysław III Warneńczyk/ Kazimierz IV Jagiellończyk                                                        | Jarand z Grabi i Brudzewa/ Bogusław ze Służewa i Oporowa | 13 | Mikołaj Słup z Wierzbicka Mikołaj Słup z Wierzbicka, Smólska                                              |      | 19 grudnia 1433 – 4 czerwca 1453                           |                                |
| Kazimierz IV Jagiellończyk | Jan (I) Kościelecki | 14 | NN. |      | przed 1458                                                 | zm. przed 1458                 |
| Kazimierz IV Jagiellończyk | Jan (I) Kościelecki/ Andrzej Kretkowski | 15 | Piotr z Moszczonego Piotr z Moszczonego, Kościoła (Kościelnej Wsi), Bogłusławic                           |      | 3 grudnia 1457 – 10 lutego 1477                            | zm. przed 18 maja 1480         |
| Kazimierz IV Jagiellończyk | Andrzej Kretkowski/ Jan (I) z Oporowa | 16 | Mikołaj z Działynia                                                                                       |      | 17 kwietnia 1478 – 23 czerwca 1484                         | zm. 1491                       |
| Kazimierz IV Jagiellończyk | Jan (I) z Oporowa/ Mikołaj Działyński | 17 | Stanisław Słoński z Sadłowa Stanisław Słoński z Sadłowa, Białej                                           |      | 1484 (?) – przed 1 lutego 1485                             | zm. przed 1 lutego 1485        |
| Kazimierz IV Jagiellończyk/ Jan I Olbracht                                                                                         | Mikołaj Działyński/ Maciej ze Służewa | 18 | Jan Kościelecki ze Skępego                                                                                |      | 21 lutego 1485 – 4 listopada 1494                          | zm. 1498                       |
| Jan I Olbracht/ Aleksander Jagiellończyk                                                                                           | Jan Kościelecki/ Mikołaj (II) Kościelecki/ Mikołaj Kretkowski | 19 | Mikołaj Kochaniek Sokołowski z Wielkiej Wrzący Mikołaj Kochaniek Sokołowski z Wielkiej Wrzący, Biesiekier |      | 2 maja 1496 – 26 czerwca 1505                              |                                |
| Aleksander Jagiellończyk/ Zygmunt I Stary                                                                                          | Mikołaj Kretkowski/ Stanisław Kościelecki | 20 | Mikołaj Radzikowski                                                                                       |      | (4 maja 1503)/1505 – 14 maja 1515                          | zm. 1518                       |
| Zygmunt I Stary | Stanisław Kościelecki/ Mikołaj Kościelecki/ Hieronim Łaski/ Andrzej Oporowski/ Jan Oporowski                                                                                       | 21 | Stanisław Kościelecki                                                                                     |      | 25 sierpnia 1518 – 24 grudnia 1521                         | zm. przed 8 lutego 1527        |
| Zygmunt I Stary | Jan Oporowski | 22 | Feliks Srzeński                                                                                           |      | 8 lutego 1527 – 21 stycznia 1531                           | ok. 1498 – 1554                |
| Zygmunt I Stary | Jan Oporowski/ Stanisław Tomicki | 23 | Jan Zawisza Dłużniewski Jan, Janusz, Zawisza Dłużniewski                                                  |      | 21 stycznia 1531 – ok. 1 kwietnia 1535                     |                                |
| Zygmunt I Stary | Stanisław Tomicki/ Janusz Latalski | 24 | Jakub Narzymski                                                                                           |      | 1 kwietnia 1535 – ok. 13 kwietnia 1536                     |                                |
| Zygmunt I Stary | Janusz Latalski/ Jan Janusz Kościelecki | 25 | Andrzej Sierpski                                                                                          |      | 13 kwietnia 1536 – 7 października 1539                     |                                |
| Zygmunt I Stary/ Zygmunt II August                                                                                                 | Jan Janusz Kościelecki/ Mikołaj Potulicki/ Jan Janusz Kościelecki/ Andrzej Krotoski/ Andrzej Kościelecki/ Bartłomiej Zebrzydowski/ Jan Służewski/ Mikołaj Sokołowski/ Jan Krotoski | 26 | Wincenty Żelski                                                                                           |      | 7 października 1539 – 20 listopada 1567                    | zm. 1568                       |
| Zygmunt II August/ Henryk III Walezy/ Stefan Batory                                                                                | Jan Krotoski | 27 | Paweł Działyński                                                                                          |      | 12 marca 1569 – 27 kwietnia 1577                           |                                |
| Stefan Batory/ Zygmunt III Waza | Jan Krotoski/ Piotr Smerzyński/ Jan Spławski/ Michał Działyński | 28 | Feliks Żelski                                                                                             |      | 22 listopada 1577 – 15 grudnia 1605                        |                                |
| Zygmunt III Waza | Michał Działyński | 29 | Adam Czerski                                                                                              |      | 9 stycznia 1607 – 19 grudnia 1608                          |                                |
| Zygmunt III Waza/ Władysław IV Waza                                                                                                | Jan Gostomski/ Zygmunt Grudziński/ Stanisław Przyjemski/ Hieronim Radomicki | 30 | Stanisław Karnkowski                                                                                      |      | 1 lutego 1616 – 4 sierpnia 1642                            |                                |
| Władysław IV Waza/ Jan II Kazimierz Waza                                                                                           | Hieronim Radomicki/ Jakub Hieronim Rozdrażewski | 31 | Stanisław Karnkowski                                                                                      |      | 4 sierpnia 1642 – 17 listopada 1648/1655                   |                                |
| Jan II Kazimierz Waza | Jakub Hieronim Rozdrażewski/ Jan Opaliński | 32 | Piotr Działyński                                                                                          |      | 17 czerwca 1658 – 20 lipca 1663                            | zm. I. poł. 1668               |
| Jan II Kazimierz Waza | Jan Opaliński/ Krzysztof Jan Żegocki | 33 | Franciszek Ciświcki                                                                                       |      | 21 lipca 1663 – 31 maja 1667                               | zm. przed 21 lipca 1681        |
| Jan II Kazimierz Waza/ Michał Korybut Wiśniowiecki/ Jan III Sobieski                                                               | Krzysztof Jan Żegocki/ Paweł Ludwik Szczawiński/ Jakub Olbracht Szczawiński | 34 | Jakub Zboiński                                                                                            |      | 12 maja 1667 – 30 września 1686                            |                                |
| Jan III Sobieski/ August II Mocny/ Stanisław Leszczyński/ August II Mocny                                                          | Stanisław Jaksa Bykowski/ Franciszek Zygmunt Gałecki/ Maciej Radomicki | 35 | Jan Paweł Sierakowski                                                                                     |      | 23 sierpnia 1690 – 7 lutego 1710                           | zm. 1711                       |
| August II Mocny | Maciej Radomicki | 36 | Andrzej Dziewanowski                                                                                      |      | 23 stycznia 1713 – 17 lipca 1721                           | zm. przed 1 grudnia 1722       |
| August II Mocny | Maciej Radomicki | 37 | Stefan Łochocki                                                                                           |      | 1 grudnia 1722 – przed 4 maja 1724                         | zm. przed 4 maja 1724          |
| August II Mocny/ Stanisław Leszczyński/ August III Sas                                                                             | Maciej Radomicki/ Jan Antoni Radomicki/ Ludwik Bartłomiej Szołdrski | 38 | Stanisław Łochocki                                                                                        |      | 4 maja 1724 – 15 sierpnia 1738                             | zm. 15 sierpnia 1738           |
| August III Sas | Ludwik Bartłomiej Szołdrski | 39 | Jakub Zboiński                                                                                            |      | 30 grudnia 1738 – 10 czerwca 1748                          |                                |
| August III Sas | Ludwik Bartłomiej Szołdrski/ Władysław Józef Szołdrski/ Andrzej Hieronim Zamoyski                                                                                                  | 40 | Adam Trzciński                                                                                            |      | 12 czerwca 1748 – 29 kwietnia 1758                         | zm. 1758                       |
| August III Sas/ Stanisław August Poniatowski                                                                                       | Andrzej Hieronim Zamoyski/ Andrzej Moszczeński | 41 | Ignacy Zboiński                                                                                           |      | 9 września 1758 – 23 maja 1767                             | zm. przed 23 października 1775 |
| Stanisław August Poniatowski | Andrzej Moszczeński/ Józef Mycielski/ Piotr Alkantary Sumiński | 42 | Michał Hieronim Podoski                                                                                   |      | 23 października 1775 – 1789/1793 (?)                       | zm. po 1789                    |